# Siêu mặt
Siêu mặt (hypersurface) là vật thể có độ đo (bằng n -1) trong không gian đang xét.
- Nếu n = 3 thì siêu mặt là mặt phẳng hai chiều theo nghĩa thông thường.
- Nếu n = 2 thì siêu mặt là một đoạn cong (một chiều) theo nghĩa thông thường.
- Nếu n = 1 thì siêu mặt là một điểm (không chiều).